# Tiffin Wagon Works
Tiffin Wagon Works war ein US-amerikanischer Hersteller von Nutzfahrzeugen. In einer Anzeige von 1920 findet sich die Firmierung Tiffin Wagon Company.

## Unternehmensgeschichte
Das Unternehmen entstand 1899 aus der Tiffin Wagon Company. Der Sitz war in Tiffin in Ohio. Es stellte zwischen 1913 und 1923 Lastkraftwagen her. Der Markenname lautete Tiffin.

## Fahrzeuge
Die ersten Modelle hatten zwischen 544 kg und 1814 kg Nutzlast. Vierzylindermotor mit SV-Ventilsteuerung, Dreiganggetriebe und zwei Ketten zur Hinterachse waren damals üblicher Standard. 1916 kamen ein Modell mit 1,5 Tonnen Nutzlast sowie zwei wesentlich größere mit 5 und 6 Tonnen Nutzlast dazu. Bis auf die beiden letztgenannten hatten die Fahrzeuge einen elektrischen Anlasser und elektrisches Licht. Diese Modelle blieben bis 1920 im Sortiment. Im letzten Jahr gab es nur noch die beiden schwersten Modelle.
Eine andere Quelle gibt es differenzierter an. Für den Anfang werden 544 kg und 1814 kg Nutzlast bestätigt. Ab 1916 gab es das Model A mit 0,75 Tonnen, das Model G mit 1 Tonne, das Model M mit 2 Tonnen, das Model S mit 5 Tonnen und das Model SW mit 6 Tonnen Nutzlast. Die Vierzylindermotoren kamen von Buda. 1921 standen fünf Modelle im Angebot. Model GW mit 1,5 Tonnen und Model MW mit 2,5 Tonnen Nutzlast hatten den gleichen Motor, der mit 27,23 PS eingestuft war, aber 35 PS leistete. Model PW mit 3,5 Tonnen Nutzlast hatte einen 42-PS-Motor, der mit 32,4 PS eingestuft war. Model TW mit 5 Tonnen und Model UW mit 6 Tonnen Nutzlast hatten einen Motor, der mit 36,1 PS eingestuft war und 55 PS leistete.